# Série d'empoisonnements dans les écoles en Iran
Entre fin novembre 2022 et les premiers mois de 2023, une série d'empoisonnements dans les écoles en Iran a eu lieu dans plusieurs établissements scolaires en Iran, principalement des écoles pour filles. Ces empoisonnements touchent des écoles dans les villes de Qom, de Pardis, de Boroujerd et de Kavar. Ces empoisonnements se déroulent en parallèle d'importantes manifestations consécutives à la mort de Mahsa Amini. L'ensemble des empoisonnements concernent plus de 5 000 élèves répartis dans 25 des 31 provinces d'Iran. Le gaz incriminé serait le diazote. Les symptômes des victimes sont des étourdissements, des nausées, des migraines et des malaises, après avoir senti des odeurs fortes de mandarines ou d'eau de javel.
Il a été suggéré que la majorité des jeunes filles touchées pourraient en réalité souffrir d'un "syndrome psychogène collectif" (aussi appelé psychose collective), à l'image de faits similaires précédemment signalés et identifiés par la suite comme relevant de cette pathologie, notamment en Afghanistan entre 2009 et 2016 et en Cisjordanie en 1983.

## Chronologie
Les premiers cas remontent au 30 novembre 2022 dans la ville de Qom, où 18 élèves d'une école pour fille sont touchées
Le 28 février 2023, près de 35 élèves sont hospitalisées à la suite d'un empoisonnement dans la ville de Pardis.
Le 1er mars, une centaine d'écolières sont intoxiquées dans la ville d’Ardabil
Le 3 mars, le Haut-Commissariat des Nations unies aux droits de l'homme demande l'ouverture d'une enquête, après que la ministre des affaires étrangères allemandes ait fait de même,,. Autour du 4 mars, une augmentation importante des attaques a lieu avec près de 200 écoles touchées.
Le 7 mars, le ministère de l'intérieur d'Iran annonce les premières arrestations dans cette affaire, sans plus de détails donnés. Dans les jours qui suivent, près d'une centaine d'arrestations ont lieu par les autorités qui affirment que les suspects avaient pour objectif d'instaurer un climat de peur.
Le 8 avril, une nouvelle série d'intoxications est relevée dans plusieurs régions d'Iran.